# Confluence (logiciel)
Pour les articles homonymes, voir Confluence.
Confluence est un logiciel de wiki, utilisé comme logiciel de travail collaboratif. Confluence est un logiciel commercial, développé par la compagnie australienne Atlassian.
Écrit en Java, il est compatible avec de nombreuses bases de données.
Ce logiciel est soit utilisé comme logiciel en tant que service soit installé sur la  machine de l'utilisateur.

## Fonctionnalités
- Possibilité d'insérer des liens internes et externes
- Gestion d'historique
- Possibilité de discussion
- Possibilité d'intégrer des tableaux, avec tri sur une colonne
- Intégration avec les annuaires LDAP
- Éditeur Wysiwyg (plus de wikiMarkup depuis la version 4)
- Gestion des conflits d'édition
- Nombreux plug-in gratuits (liste de tâches, vote, formulaires, etc.)